# Ори, Делишес
Делишес Ори (англ. Delicious Orie; род. 31 мая 1997, Москва, Россия) — английский боксёр-любитель, нигерийско-российского происхождения, выступающий в супертяжёлой весовой категории. Участник Олимпийских игр 2024 года, чемпион Европейских игр (2023), бронзовый призёр чемпионата Европы (2022), чемпион Игр Содружества (2022), чемпион Англии (2019), многократный победитель и призёр международных и национальных турниров в любителях.
Лучшая позиция по рейтингу BoxRec — 617-я (апрель 2025), и являлся 44-м среди британских боксёров тяжёлой весовой категории.

## Биография
Делишес Ори родился 31 мая 1997 года в Москве, в России, в семье отца-нигерийца и матери-русской. Его отец — Джастин, уехал из Нигерии в 1995 году на учёбу в Москву, где познакомился со своей женой Натальей.Его имя «Делишес» — в переводе с английского, среди прочего, означает «очаровательный», «восхитительный», «превосходный», поэтому Ори и пытается стремиться к совершенству и быть перфекционистом.
Русский язык для него является родным, а с семи лет ему пришлось усиленно изучать совершенно новый английский язык, поскольку до семи лет он жил в Воронеже, а затем вместе с семьёй переехал в Бирмингем, в Англию, после чего он долгое время был резидентом Великобритании и только в 2021 году получил паспорт и стал натурализованным гражданином Великобритании.
Бирмингем является его родным городом, в котором он вырос, учился в школе, а затем окончил экономический факультет Астонского университета.
Проживал в Вулвергемптоне, Уэст-Мидлендс, Англия, Великобритания. На настоящее время живет с подругой Софи Раштон с которой познакомился в университете и вместе они уже пять лет. Пара живет в Бирменгеме.

## Любительская карьера
В детстве он увлекался баскетболом, с 16 лет стал интересоваться боксом, а серьёзно заниматься боксом начал только после школы в 18 лет, — в 2015 году.
Но он стал усиленно изучать бокс и в юности провёл сотни часов, наблюдая за поединками Мохаммеда Али, Сонни Листона, Майка Тайсона, братьев Кличко и, конечно же, Энтони Джошуа. С 2019 года присоединился к к команде Энтони Джошуа являлся спарринг-партнёром что многое ему дало, и вообще пример успешной любительской и профессиональной боксёрской карьеры Джошуа всегда его вдохновлял. Также он получил много советов и наставлений от бронзового призёра Олимпиады 2020 года Фрейзера Кларка. А его тренером сегодня является МикМагуайр.

### 2019—2021 годы
В апреле 2019 года он стал чемпионом взрослого национального чемпионата Англии в категории свыше 91 кг, в финале по очкам победив соотечественника Гидеона Антви.
Затем в мае 2019 года стал чемпионом соревнования «Британской элиты трёх наций» в категории свыше 91 кг, где он в полуфинале по очкам победил опытного чемпиона Шотландии Ника Кэмпбелла, и в финале по очкам победил чемпиона Уэльса Джилио Гальяна.
В конце октября 2021 года в Белграде (Сербия), участвовал в чемпионате мира в категории свыше 92 кг. Где в 1/16 финала досрочно техническим нокаутов в 3-м раунде победил мексиканца Луиса Гомеса Менесеса, но в 1/8 финала по очкам проиграл опытному узбекскому боксёру Лазизбеку Муллажонову.

### 2022—2023 годы
В мае 2022 года стал бронзовым призёром чемпионата Европы в Ереване (Армения), в весе свыше 92 кг. Где он в 1/8 финала соревнований по очкам победил польского боксёра Оскара Сафаряна, затем в четвертьфинале по очкам победил турка Берата Ачара, но в полуфинале по очкам проиграл опытному немцу Нелви Тиафаку, — который в итоге стал чемпионом Европы 2022 года.
В начале августа 2022 года стал чемпионом Игр Содружества в Бирмингеме (Великобритания), где он в четвертьфинале по очкам единогласным решением судей победил опытного боксёра из Тринидада и Тобаго Найджела Пола, затем в полуфинале по очкам единогласным решением судей победил новозеландца Уила Лейла Мауу, и в финале также по очкам единогласным решением судей победил индийского боксёра Сагара Ахлавата.
В июне 2023 года стал чемпионом на III-х Европейских играх в Кракове (Польша), в весе свыше 92 кг. Где он в первом раунде соревнований по очкам (счёт: 4:0) победил опытного хорвата Марко Милуна, затем в 1/8 финала соревнований по очкам единогласным решением судей (5:0) победил норвежца Омара Шиха, в четвертьфинале по очкам единогласным решением судей (5:0) победил опытного армянина Давида Чалояна, в полуфинале победил болгарина Йордана Эрнандеса, и в финале победил азербайджанца Мухаммада Абдуллаева.

### 2024 год
На Олимпийских Играх 2024 года в Париже проиграл в первом раунде армянскому тяжеловесу, двукратному серебряному призёру чемпионатов мира, капитану сборной Армении Давиду Чалояну раздельным решением судей.

## Профессиональная карьера
В феврале 2025 года подписал контракт с промоутерской компанией Фрэнка Уоррена Queensberry Promotions.
5 апреля в Ливерпуле (Великобритания) дебютировал на профессиональном ринге в вечере Джо Джойс - Филип Хргович победив по очкам 27-летнего боснийского джорнимена Милоша Велетича (3-8, 1 КО). С первого раунда инициатива была на стороне британца, обладая преимуществом в габаритах (рост и размах рук) Ори работал на дистанции, но потрясти обороняющегося боснийца он не смог. Счёт рефери: 40-36. 